# アレンドルフ (ルムダ)
アレンドルフ (ルムダ) (ドイツ語: Allendorf (Lumda)、ドイツ語発音: [ˈaləndɔrf]) は、ドイツ連邦共和国ヘッセン州ギーセン郡に属す市である。郡庁所在地のギーセンから北東に約 17 km の距離に位置する。大学都市マールブルクからは南東にほぼ同距離にあり、ヘッセン州のほぼ中央にあたる。都市名の行政上の公式表記は "Allendorf (Lda.)" である。

## 地理
アレンドルフは、ラーン川左岸側の小さな支流ルムダ川沿いに位置している。本市は、海抜 320 m から 400 m くらいの山に周囲を囲まれている。大局的には、この地域はラーンタール（ラーン川の谷）とフォーゲルスベルクとの間にあたる。

### 隣接する市町村
アレンドルフは、北はエプスドルファーグルント（マールブルク＝ビーデンコプフ郡）、東はラーベナウ、南はブーゼック、西はシュタウフェンベルク（以上、3市町村はギーセン郡）と境を接している。

### 自治体の構成
アレンドルフ (ルムダ) は、アレンドルフ/ルムダ、クリムバッハ、ノルデック、ヴィンネンの4つの地区で構成されている。各地区は市区となっているが、ノルデックとヴィンネンは融合している。固有の地区を有さない市区はない。

## 歴史
780年から802年までの間に、エーバーハルト修道士のフルダ寄進台帳に「alten Dorfa」（後のAllendorf = アレンドルフ）が登場する。アレンドルフはオーバーラーンガウに位置し、マルク・ロンドルフに属した。1323年にヘッセン方伯オットー1世によって市場開催権を授けられた。
1370年3月2日、アレンドルフはヘッセン方伯ハインリヒ2世によって都市に昇格され、市壁建造のために徴税吏に煩わされない形での週の市を開催することを含むマールブルクと同等の権利が授けられた。この集落の防衛は、マールブルクからグリューンベルク、およびアメーネブルクからマインツへの交通路を管理することであった。
この新しい街は、1377年にブラウンシュヴァイク公オットーとヨハン・フォン・ナッサウに占領され、略奪された。住民は投獄され、このうち 16人が獄中で死亡した。

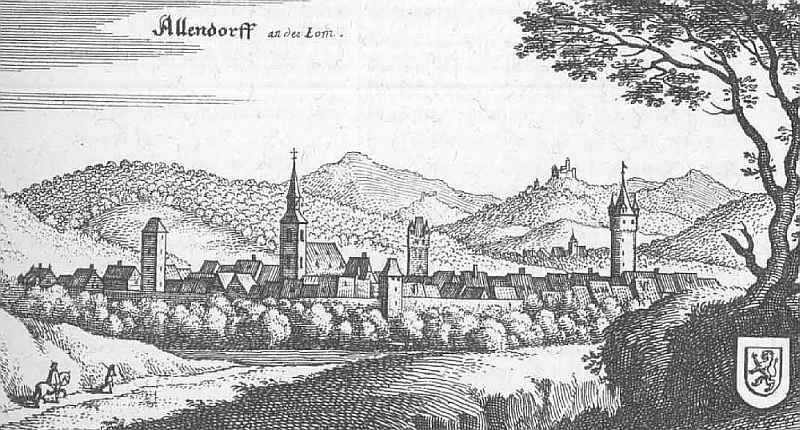
1655年に出版されたマテウス・メーリアンの銅版画に描かれたアレンドルフ (ルムダ)

1479年8月3日にこの街は市役所も含めて焼失し、わずかな建物を遺すだけまでになった。また、ペストが1479年から1483年、1575年、1628年、1635年にこの街で猛威をふるい、飢饉がこれに続いた。さらに決定的な不幸は続いた: 1636年と1646年の略奪、1639年、1757年、1790年から1815年の軍隊の宿営、1680年、1829年、1839年の悪天候、1694年、1706年、1728年の大火といった具合である。
1842年に工業学校が開校し、1878年に郵便局が開業した。1902年にルムダタール鉄道が開通したことで、鉄道網に接続した。1904年に上下水道が整備され、1912年に電力網に接続した。
1938年11月のユダヤ人排斥運動（水晶の夜）ではアレンドルフでもシナゴーグが破壊され、その翌日に祝祭広場でユダヤ人の財産目録が焼却された。絶滅収容所に送られた最後まで残っていた 21人のユダヤ教信者は、ドイツ史の最も暗い部分であり、アレンドルフにとって悔恨の極みとなった。アレンドルフは第二次世界大戦で 85人の死者と 56人の行方不明者を出した。
1960年9月20日、アレンドルフはヘッセン州政府からの通達によって、再び都市権を正式に認められた。都市権は、1937年から一時的に停止されていたのであった。
1975年1月1日に市名が正式に「アレンドルフ (ルムダ)」に改名された。
ルムダタール鉄道は、1981年に旅客運行を停止し、1991年には貨物輸送も廃止した。
近年では、この地域の一般的な傾向とは異なり、明らかな人口増加が見られる。
また、最近この街は観光分野に注力しようと試みてもいる。

### 市町村合併
1971年12月31日にアレンドルウ・アン・デア・ルムダにクリムバッハが合併した。
1970年12月31日にノルデックとヴィンネンが合併して成立していたブラウンシュタインは、「ディル郡、ギーセン郡、ヴェッツラー郡およびギーセン市の新設に関する法律」に基づき、1977年1月1日に合併し、アレンドルフ (ルムダ) 市が成立した。

### 歴史的名称
この街は、歴史資料中で以下の様な表記がなされている:
- Altendorfe Lantorfere Marca, in villa（780年/802年）
- Aldyndorf prope Nordeckin, in villa（1312年）
- Aldindorff an der Lomme（1396年）

## 住民

### 宗教
最も勢力の強い宗教組織は福音主義教会である。市域は、2つの異なる地方教会に属している: 中核市区とクリムバッハはヘッセンおよびナッサウの福音主義教会 (EKHN) に属し、ノルデック市区とヴィンネン市区はクールヘッセン＝ヴァルデック福音主義教会に属す。
ルター派教会と改革主義教会との間の強制力のある連合体を背景に、1875年に福音主義＝ルター派シオニズム教会アレンドルフが成立した。ただしルター派の信条、組織体制、礼拝は、制限なく保持されている。この福音主義＝ルター派シオニズム教会アレンドルフは、独立福音主義＝ルター派教会のヘッセン南教会管区に属している。この教会組織は、現在この街の宗教生活の重要な一部となっている。
本市のカトリック信者（住民の 10 % 以下である）は、ロンドルフの聖フランチェスコ教会の教区に属している。この教区はマインツ司教区に属しており、本来はこの司教区に属さないノルデックやヴィンネンの信者もケアしている。この両市区は元々クールヘッセン（マールブルク郡）に属しており、1974年にギーセン郡に編入されたのである。
その他の宗教団体はアレンドルフ (ルムダ) では副次的な役割でしかない。

## 行政

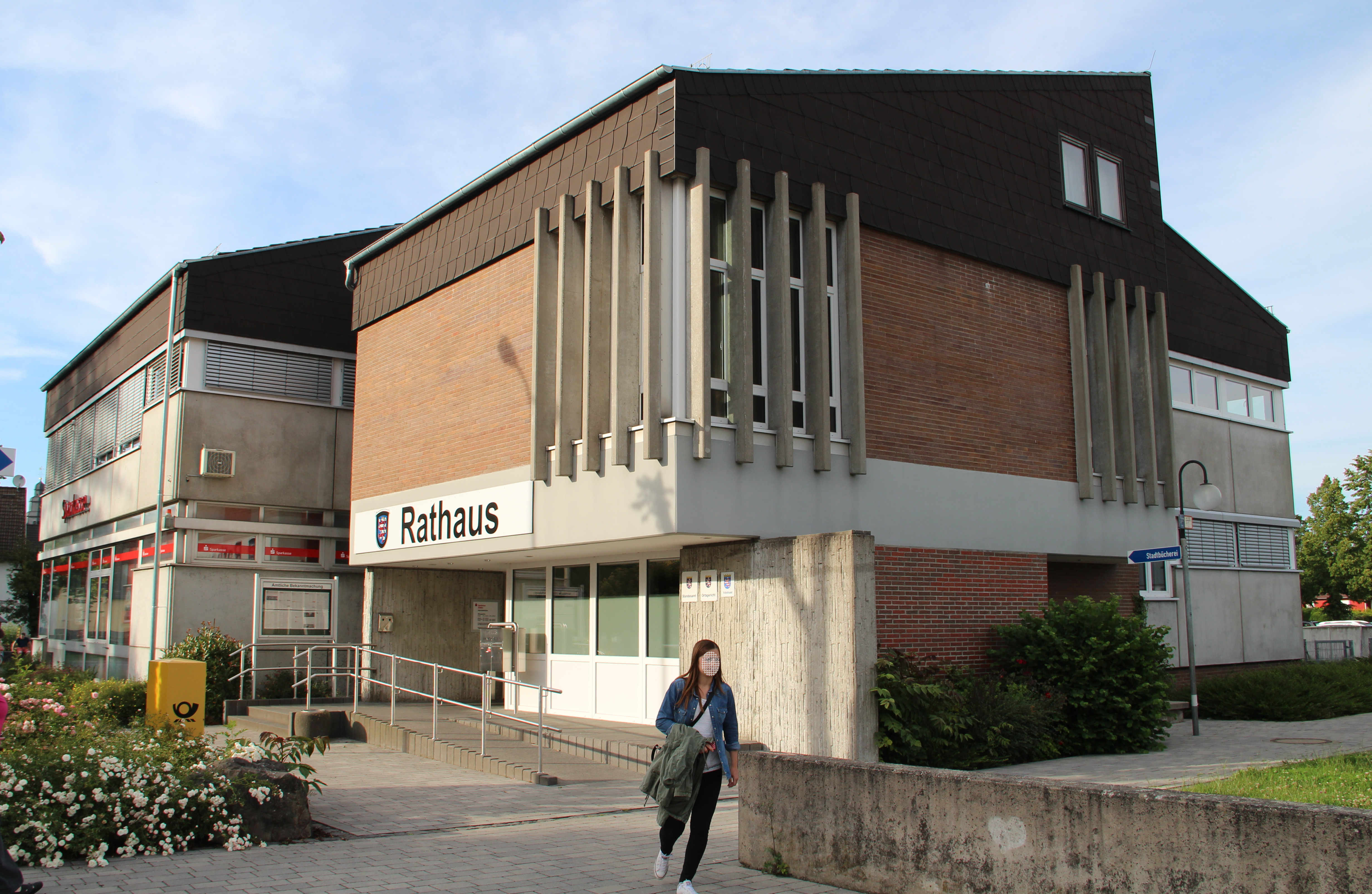
市庁舎と市立図書館

### 市議会
アレンドルフ (ルムダ) の市議会は 23 議席からなる。
下位組織としては、2つの地区委員会がある: 1つはクリムバッハ、もう1つはノルデックとヴィンネンの合同地区委員会である。クリムバッハ地区委員会もノルデック＝ヴィンネン地区委員会も SPD 党員が委員長を務めている。

### 紋章
紋章は、1988年5月26日にヘッセン州内務省によって使用が許可された。
図柄: 黒く縁取られた盾の内部は青地で、金の冠を被り、金の爪を持つ獅子。獅子は赤-白4回ずつのストライプで彩色されている。
紋章は、過去に極めてしばしば変更されたが、常にヘッセンの獅子が意匠として用いられていた。現在のバージョンは1982年から用いられている。それ以前は、白地にアレンドルフ (ルムダ) の色である青-黒のストライプで彩色された獅子が左（向かって右）を向いた形で描かれた紋章が用いられていた。

### 旗
青地で上下端が黒で縁取られており、青地と黒縁との間は白い線で隔てられている。その上に市の紋章が描かれている。

### 姉妹都市
- ヌヴィオン＝シュル＝ムーズ（英語版、フランス語版）（フランス、アルデンヌ県）
- アレンドルフ（ドイツ語版、英語版）（ドイツ、テューリンゲン州）

## 文化と見所
- 市立図書館

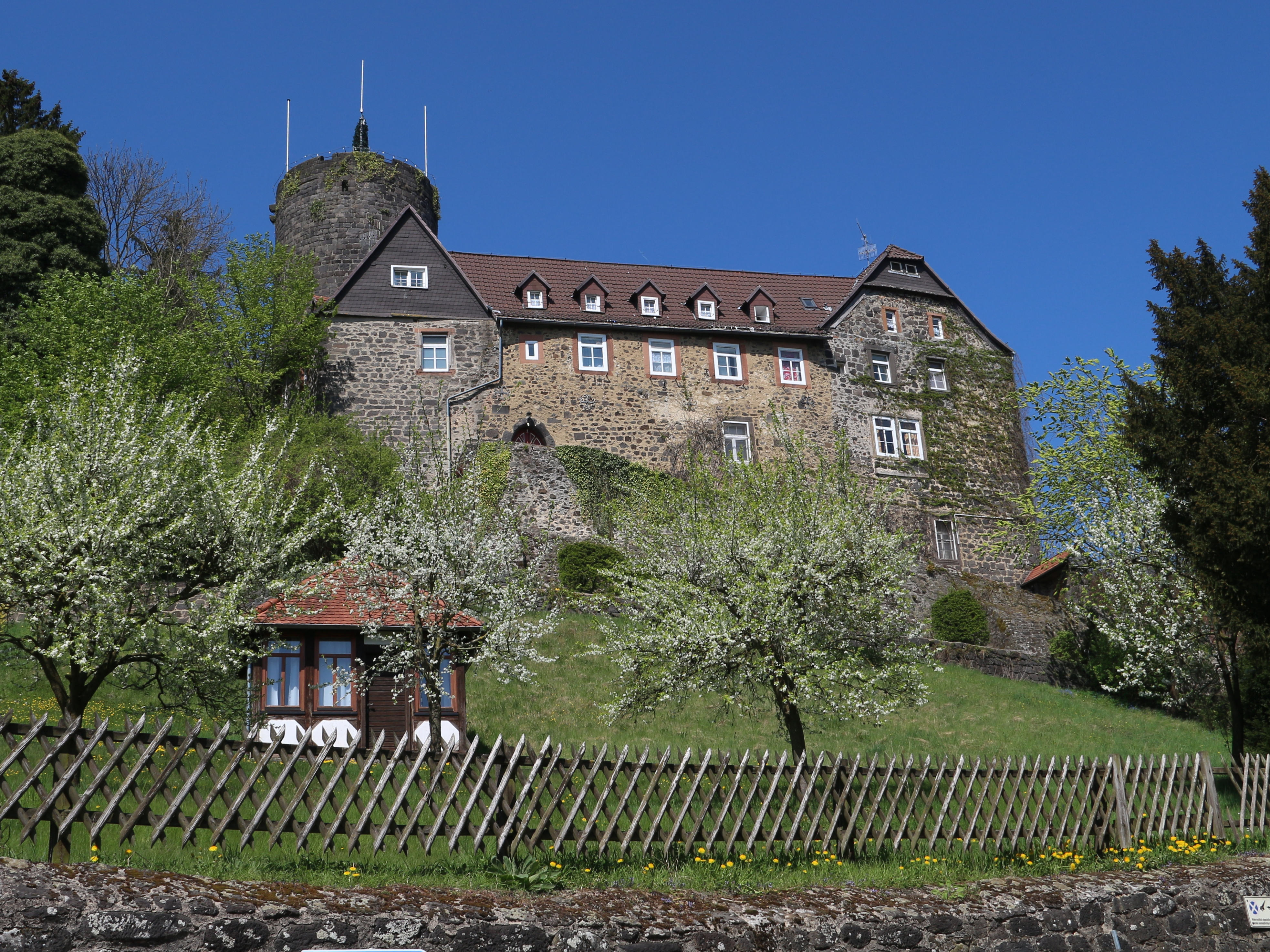
ノルデック城

- キュンストラーホーフ・アルノルト（アルノルト芸術家館）、展示スペースや歴史的なアトリエがある。
- 市壁の遺構と塔
- 福音主義教会（アレンドルフ/ルムダ）
- 福音主義教会クリムバッハ
- 福音主義教会ヴィンネン
- ルター派教会「ツィオンスゲマインデ」(SELK)
- 中核市区とノルデック地区のユダヤ人墓地
- ノルデック城とノルデック城礼拝堂
- クリムバッハ水道塔
- 旧市街の木組み建築
- トーテンベルクのクヴァルツィートアプリス（岩陰遺跡）、旧石器時代の道具が発掘されている
- トーテンベルクの環状土塁、中石器時代から中世までの様々な時代の人工構造物の遺跡[10]
- ルムダタール芸術の道、ルムダ＝ヴィーゼック遊歩道沿いに玄武岩の彫刻が並べられている
- シュールバウエルンホーフ・タンネンホーフ

- アレンドルフ/ルムダの福音主義教会
- クリムバッハの福音主義教会
- ヴィンネンの福音主義教会
- ノルデック城礼拝堂

### 博物館
- 郷土博物館、キルヒ通り（毎月第1日曜日とその他規程に基づき開館）、市の塔やアルノルト芸術館にも一部展示スペースがある
- 1950年代博物館、キルヒ通りの郷土博物館の向かいにある

### レジャー、スポーツ施設
- ラントシュールハイム・ブルク・ノルデックの屋内プール
- アレンドルフ、ノルデック、クリムバッハの運動競技場
- 体育館
- アレンドルフ公民館のケーゲル場（4レーン）
- ノルデック公民館のケーゲル場（2レーン）
- テニスクラブ 1972 e.V. のテニスコート
- 射撃場
- 市域を巡る周回遊歩道
- ルムダ＝ヴィーゼック自転車道 (44 km)

### クラブ活動
小さな都市であるにもかかわらず活発なクラブ活動が行われていることが特徴である。高齢者を含めほとんどすべての市民が多くのクラブに参加している。人口100人あたり約1.2組のクラブがある。
郷土史から街の景観保護、農婦研究、スポーツ、音楽、動物保護まであらゆる分野のクラブがある。
特に成功しているのがケーゲルクラブ（女子ジュニア世界チャンピオンを輩出）と2005年ドイツチャンピオンを含む数多くのタイトルを獲得している消防団音楽隊である。

### 年中行事
毎年11月に、600年以上前から続く歴史的なニケルスマルクトが開催され、毎年何千人もの訪問者を集めている。
8月にはラーベナウ、シュタウフェンベルク、ロラーと共同でルムダタールの自動車のいない日曜日が開催される。この催しも大いに人気を集めている。

### 郷土料理・食材
この地域の伝統的な料理は、簡単で栄養豊富な料理である。慎ましい市民の食卓に肉が載ることは珍しい。ほとんどのメイン料理の添え物として重要なのがジャガイモで、現在でも「シャレット」や「ロークーヘン」（クリムバッハ地区では「シュミールシェルクーヘンと呼ばれる」などの伝統的な料理が、頻繁に、好んで食される。
穀物と果実もとても重要である。「ヘッセンの国民的果実」であるリンゴは、無数の果樹園で栽培されている。アップルワイン、アップルジュース、粥やパンに添えるジャムなどに加工されている。

## 経済と社会資本
アレンドルフ (ルムダ) の経済は、中小企業によって構成されている。近年は電子データ処理分野や宣伝業への明らかな方向付けがなされている。手工業はまだ多く存在しているが、農業の占める割合は急速に減少している。数多くの中書企業から、数少ない大企業への転換が図られている。

### 交通

#### 鉄道
アレンドルフはルムダタール鉄道の駅であった。この路線はギーセンから来て、ロラー駅でマイン＝ヴェーザー鉄道から分岐し、シュタウフェンベルク、アレンドルフ、ロンドルフを経由してグリューンベルクに至り、グリューンベルクでフルダに向かうフォーゲルスベルク鉄道に接続していた。しかしロンドルフとグリューンベルクとの区間は1965年に、ロラー/ギーセンへ向かう西の区間は1981年に廃線となった。現在稼働している最寄りの駅はロラー、グリューンベルク、ギーセンにある。

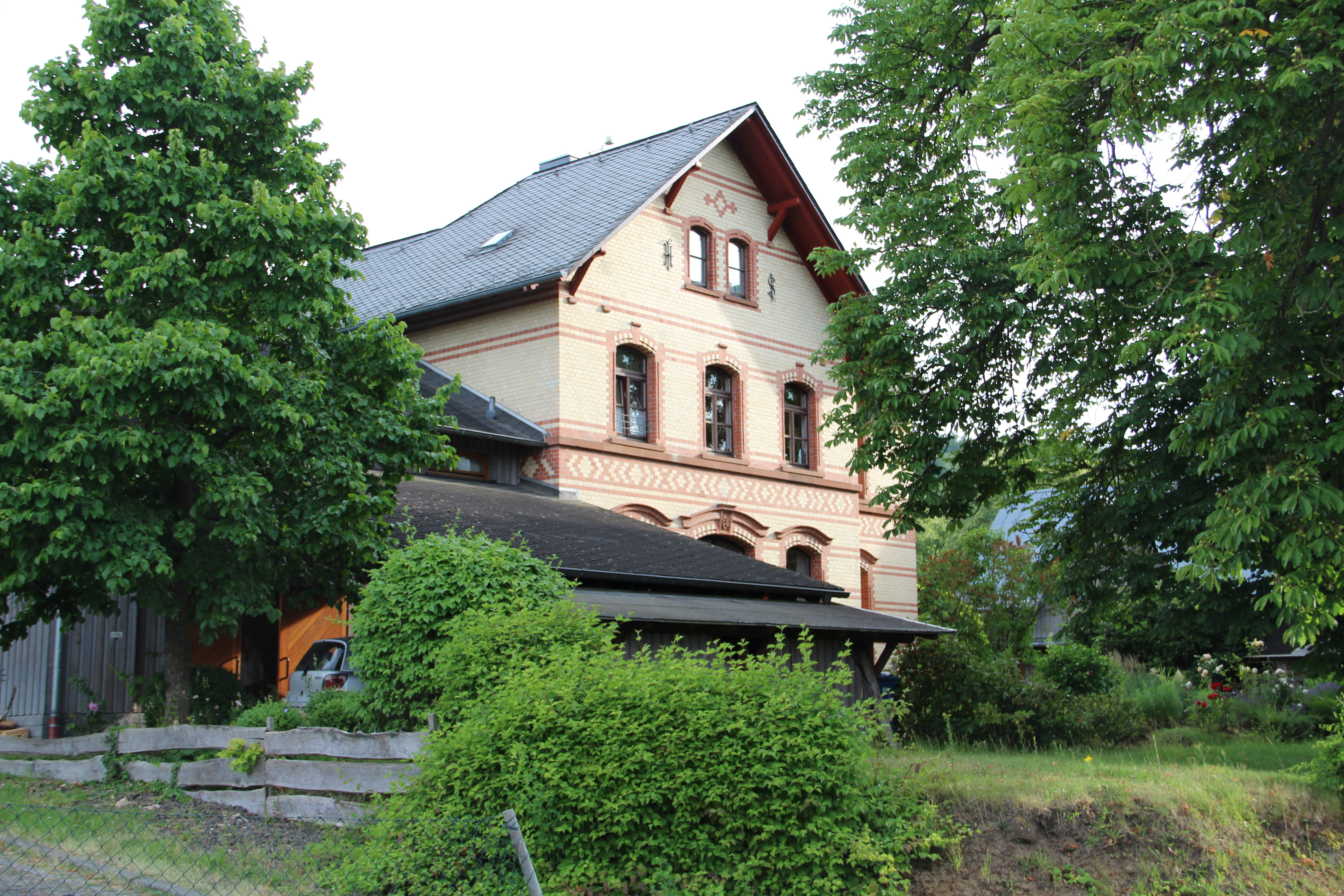
旧アレンドルフ (ルムダ) 駅

##### アレンドルフ (ルムダ) 駅
2つの乗り場を持つアレンドルフ (ルムダ) 駅（かつては3つの乗り場があった）は1902年6月1日のロンドルフ – ロラー間の開業とともに営業を開始した。列車を交差させるために用いられていた3番線は、1970年代に廃止された。1980年代に貨物輸送のために側線が改修された。駅舎は下の状態のまま保存されており、現在は私有物となっている。

#### 道路
アレンドルフはライスキルヒェン・ジャンクションからわずか数 km 北に位置している。ライスキルヒェン入り口またはグリューンベルク入り口を経由してアウトバーン A5号線、A485号線、A45号線であらゆる方向へアクセス可能である。シュタウフェンベルクを経由して連邦道 B3号線でマールブルクおよびカッセル方面へも行くことができる。

### 公共機関
- アレンドルフ、クリムバッハ、ノルデック地区の公民館
- 市庁舎内の市立図書館

### 教育機関
- アレンドルフ (ルムダ) 基礎課程学校、2005年からは「シューレ・アム・オイレントゥルム」
- ルムダタール総合学校。第10学年まで
- ラントシュールハイム・ブルク・ノルデック e.V.
- アレンドルフとノルデック地区の幼稚園

## 引用
1. ↑  Hessisches Statistisches Landesamt: Bevölkerung in Hessen am 31.12.2023 (Landkreise, kreisfreie Städte und Gemeinden, Einwohnerzahlen auf Grundlage des Zensus 2011)]
2. ↑  Max Mangold, ed (2005). Duden, Aussprachewörterbuch (6 ed.). Dudenverl. p. 147. ISBN 978-3-411-04066-7
3. ↑  Handbuch der historischen Stätten Deutschlands, Hessen, 3. überarbeitete Aufl., p. 2
4. ↑  Statistisches Bundesamt (Hrsg.): Historisches Gemeindeverzeichnis für die Bundesrepublik Deutschland. Namens-, Grenz- und Schlüsselnummernänderungen bei Gemeinden, Kreisen und Regierungsbezirken vom 27. 5. 1970 bis 31. 12. 1982. W. Kohlhammer GmbH, Stuttgart und Mainz 1983, ISBN 3-17-003263-1, p. 365.
5. ↑  Gerstenmeier, K.-H. (1977): Hessen. Gemeinden und Landkreise nach der Gebietsreform. Eine Dokumentation. Melsungen. p. 280
6. ↑  Gesetz zur Neugliederung des Dillkreises, der Landkreise Gießen und Wetzlar und der Stadt Gießen Vom 13. Mai 1974 § 4（2015年5月19日 閲覧）
7. ↑  Historisches Ortslexikon - Allendorf (Lumda)
8. ↑  ヘッセン州統計局: 2011年3月27日のアレンドルフ (ルムダ) 市議会議員選挙結果（2015年5月20日 閲覧）
9. 1 2  Nr. 586 Genemigung eines Wappens und einer Flagge der Stadt Alpendorf (Luma), Landkreis Gießen, Staats=Anzeiger. 24/1988 p. 1255 (PDF page 3)（2015年5月20日 閲覧）
10. ↑  Oberhessischer Geschichteverein Gießen e.V.: Projekt Regionalarchäologie - Totenberg/Kreis Gießen（2015年5月20日 閲覧）